# Yesus Cabrera
Yesus Cabrera Ramírez (Cartagena, Bolívar, 15 de septiembre de 1990) es un futbolista colombiano que juega como centrocampista en el Deportivo Pereira de la Categoría Primera A de Colombia.

## Trayectoria

### Cuiabá Esporte Clube
El 22 de julio de 2021 se confirmó su llegada al Cuiabá Esporte Clube del Campeonato Brasileño de Serie A. Con el cuadro brasilero disputó 10 partidos, 4 como titular y no marcó goles.

### Atlético Junior
El 28 de diciembre de 2021 se anunció su fichaje por el Atlético Junior para la temporada 2022.

## Clubes
| Club              | País     | Año         |
| ----------------- | -------- | ----------- |
| La Equidad        | Colombia | 2009        |
| Real Cartagena    | Colombia | 2012 - 2013 |
| Deportes Tolima   | Colombia | 2014        |
| Real Cartagena    | Colombia | 2014 - 2015 |
| América de Cali   | Colombia | 2015 - 2016 |
| Deportivo Pasto   | Colombia | 2016 - 2017 |
| Once Caldas       | Colombia | 2018        |
| América de Cali   | Colombia | 2018 - 2021 |
| Cuiabá            | Brasil   | 2021        |
| Junior            | Colombia | 2022        |
| Deportivo Pereira | Colombia | 2023 - Act. |

## Estadísticas
Actualizado al último partido disputado el 30 de noviembre de 2022.
| Club                              | Div.          | Temporada     | Liga  | Liga  | Liga   | Copas | Copas | Copas  | Internacional | Internacional | Internacional | Total | Total | Total  |
| Club                              | Div.          | Temporada     | Part. | Goles | Asist. | Part. | Goles | Asist. | Part.         | Goles         | Asist.        | Part. | Goles | Asist. |
| --------------------------------- | ------------- | ------------- | ----- | ----- | ------ | ----- | ----- | ------ | ------------- | ------------- | ------------- | ----- | ----- | ------ |
| La Equidad · Colombia             | 1.ª           | 2009          | 1     | 0     | 0      | 0     | 0     | 0      | -             | -             | -             | 1     | 0     | 0      |
| La Equidad · Colombia             | Total club    | Total club    | 1     | 0     | 0      | 0     | 0     | 0      | 0             | 0             | 0             | 1     | 0     | 0      |
| Deportes Tolima · Colombia        | 1.ª           | 2014          | 13    | 0     | 0      | 0     | 0     | 0      | -             | -             | -             | 13    | 0     | 0      |
| Deportes Tolima · Colombia        | Total club    | Total club    | 13    | 0     | 0      | 0     | 0     | 0      | 0             | 0             | 0             | 13    | 0     | 0      |
| Real Cartagena · Colombia         | 1.ª           | 2012          | 5     | 0     | 0      | 9     | 1     | 0      | -             | -             | -             | 14    | 1     | 0      |
| Real Cartagena · Colombia         | 2.ª           |               |       |       |        |       |       |        |               |               |               |       |       |        |
| Real Cartagena · Colombia         | 2013          | 34            | 9     | 0     | 13     | 5     | 0     | -      | -             | -             | 47            | 14    | 0     |        |
| Real Cartagena · Colombia         | 2014          | 16            | 3     | 0     | 5      | 5     | 0     | -      | -             | -             | 21            | 8     | 0     |        |
| Real Cartagena · Colombia         | 2015          | 17            | 6     | 0     | 2      | 0     | 0     | -      | -             | -             | 19            | 6     | 0     |        |
| Real Cartagena · Colombia         | Total club    | Total club    | 72    | 18    | 0      | 29    | 11    | 0      | 0             | 0             | 0             | 101   | 29    | 0      |
| América de Cali · Colombia        | 2.ª           | 2015          | 15    | 1     | 0      | 0     | 0     | 0      | -             | -             | -             | 15    | 1     | 0      |
| América de Cali · Colombia        | 2.ª           | 2016          | 10    | 1     | 0      | 4     | 0     | 0      | -             | -             | -             | 14    | 1     | 0      |
| América de Cali · Colombia        | 1.ª           | 2018          | 16    | 2     | 2      | 0     | 0     | 0      | -             | -             | -             | 16    | 2     | 2      |
| América de Cali · Colombia        | 1.ª           | 2019          | 48    | 7     | 14     | 2     | 0     | 0      | -             | -             | -             | 50    | 7     | 14     |
| América de Cali · Colombia        | 1.ª           | 2020          | 16    | 3     | 1      | 2     | 0     | 0      | 4             | 0             | 0             | 22    | 3     | 1      |
| América de Cali · Colombia        | 1.ª           | 2021          | 17    | 5     | 4      | -     | -     | -      | 6             | 0             | 1             | 23    | 5     | 5      |
| América de Cali · Colombia        | Total club    | Total club    | 122   | 19    | 21     | 8     | 0     | 0      | 10            | 0             | 1             | 140   | 19    | 22     |
| Deportivo Pasto · Colombia        | 1.ª           | 2016          | 19    | 3     | 2      | 2     | 0     | 0      | -             | -             | -             | 21    | 3     | 2      |
| Deportivo Pasto · Colombia        | 1.ª           | 2017          | 36    | 6     | 7      | 6     | 1     | 0      | -             | -             | -             | 42    | 7     | 7      |
| Deportivo Pasto · Colombia        | Total club    | Total club    | 55    | 9     | 9      | 8     | 1     | 0      | 0             | 0             | 0             | 63    | 10    | 9      |
| Once Caldas · Colombia            | 1.ª           | 2018          | 21    | 4     | 0      | 0     | 0     | 0      | -             | -             | -             | 21    | 4     | 0      |
| Once Caldas · Colombia            | Total club    | Total club    | 21    | 4     | 0      | 0     | 0     | 0      | 0             | 0             | 0             | 21    | 4     | 0      |
| Cuiabá · Brasil                   | 1.ª           | 2021          | 10    | 0     | 2      | 0     | 0     | 0      | -             | -             | -             | 10    | 0     | 2      |
| Cuiabá · Brasil                   | Total club    | Total club    | 10    | 0     | 2      | 0     | 0     | 0      | 0             | 0             | 0             | 10    | 0     | 2      |
| Junior de Barranquilla · Colombia | 1.ª           | 2022          | 33    | 0     | 5      | 4     | 0     | 0      | 7             | 1             | 1             | 44    | 1     | 6      |
| Junior de Barranquilla · Colombia | Total club    | Total club    | 33    | 0     | 5      | 4     | 0     | 0      | 7             | 1             | 1             | 44    | 1     | 6      |
| Deportivo Pereira · Colombia      | 1.ª           | 2023          | 9     | 0     | 0      | 4     | 1     | 0      | 0             | 0             | 0             | 13    | 1     | 0      |
| Deportivo Pereira · Colombia      | 1.ª           | 2024          | 16    | 3     | 2      | 3     | 1     | 0      | 0             | 0             | 0             | 19    | 4     | 2      |
| Deportivo Pereira · Colombia      | Total club    | Total club    | 25    | 3     | 2      | 7     | 2     | 0      | 0             | 0             | 0             | 32    | 5     | 2      |
| Total carrera                     | Total carrera | Total carrera | 352   | 53    | 39     | 56    | 14    | 0      | 17            | 1             | 2             | 425   | 68    | 41     |

## Palmarés

### Campeonatos nacionales
| Título                | Equipo          | País     | Año  |
| --------------------- | --------------- | -------- | ---- |
| Torneo Clausura       | América de Cali | Colombia | 2019 |
| Campeonato Colombiano | América de Cali | Colombia | 2020 |

### Distinciones individuales
| Distinción                           | Año  |
| ------------------------------------ | ---- |
| Máximo asistidor del Torneo Apertura | 2019 |
| Once ideal del Torneo Apertura       | 2019 |